# Kennet
För andra betydelser, se Kennet (olika betydelser).
Kenneth eller Kennet är ett mansnamn med keltiskt ursprung med betydelsen vacker, skön, och har använts i Sverige sedan 1800-talet. Kenneth är den angliserade formen av de två skotska namnen Coinneach och Cináed. De allra flesta Kenneth i Sverige är födda under en 20-årsperiod från slutet av 1940-talet till och med 1960-talet. Kenneth är den vanligaste stavningen, men Kennet förekommer också liksom stavningar med "C" i början. Även stavningar med ett "n" med "K" eller "C" i början och med eller utan "h". Ytterligare en variant är "Kennerth" med eller utan "h".  Namnet är ett av många engelska namn som var populära i efterkrigstidens Sverige. Den 31 december 2007 fanns det totalt 35 241 personer i Sverige med namnet (samtliga stavningsvarianter), därav 27 kvinnor, varav 18 968 med det som tilltalsnamn, därav 19 kvinnor. Vanliga smeknamn är i Sverige Kent och Kenta, i anglosaxiska länder Kenny och Ken.
Namnsdag: I Sverige 22 mars, (1986–1992: 13 januari, 1993–2000: 29 april). I den finlandssvenska namnsdagslängden har Kennet namnsdag 11 maj sedan 1973.

## Kennethklubben
Alla som är döpta eller namngivna till Kenneth (de flesta stavningar accepteras) är välkomna att bli medlemmar i Svenska Kennethklubben. Föreningen bildades i Sundsvall 1993 av tre personer som hette Kenneth, och det har sedan bildats fler lokalföreningar. Syftet är att träffas och ha kul, och de verkar för att Kennethdagen ska bli flaggdag. De har utsett "Årets Kenneth" som bland annat gått till fotbollsspelaren Kennet Andersson och Cancerfondens forskningschef Kenneth Nilsson Sunne.

## Personer med förnamnet Kennet/Kenneth
- Kennet Andersson, svensk fotbollsspelare, VM-brons 1994, bragdmedaljör
- Kenneth Arrow, amerikansk ekonom, mottagare av Sveriges Riksbanks pris i ekonomisk vetenskap till Alfred Nobels minne
- Kenneth Branagh, brittisk skådespelare och regissör
- Kenneth H. Cooper, amerikansk medicine doktor och flygöverste som införde begreppet aerobics
- Kenneth "Kenny" Dalglish, skotsk fotbollsspelare
- Kenneth Dement, amerikansk utövare av amerikansk fotboll
- John Kenneth Galbraith, amerikansk nationalekonom och diplomat
- Kenneth Grahame, skotsk författare
- Kenneth Gärdestad, låtskrivare och arktitekt, bror till den svenske sångaren Ted Gärdestad
- Kenneth E. Hagin, amerikansk predikant
- Kenneth Haugstad, norsk travkusk
- Kenneth Johansson, politiker (c), landshövding i Värmlands län
- Kenneth Johansson (friidrottare)
- Kenneth Johnson, amerikansk regissör
- Kenneth Jonsgården, svensk journalist och ledarskribent
- Kenneth Kaunda, Zambias förste president 1964-1991
- Kenneth Kvarnström, finländsk dansare och koreograf
- Kenneth Lundmark, svensk höjdhoppare
- Kenneth Noland, amerikansk konstnär
- Kenneth Ohlsson, Kenta, fotbollsspelare
- Kenneth Riggberger, svensk mångkampare
- Kenneth "Kenny" Rogers, amerikansk countryartist
- Kenneth Sandvik, åländsk styrkelyftare och kraftkarl.
- Kenneth Söderman, svensk skådespelare
- Kenneth G. Wilson, amerikansk nobelpristagare i fysik
- Kenneth Åkesson, friidrottare
- Kenneth I av Skottland, Kenneth MacAlpine, Skottlands första kung
- Kenneth II av Skottland
- Kenneth III av Skottland

## Fiktiva personer med förnamnet Kennet/Kenneth
- Kennet Ahl, författarpseudonym för Lasse Strömstedt och Christer Dahl
- Ken (fiktiv person/docka) är plastdockan Barbies "pojkvän". Populär leksak på 80-talet.